# Sporledera
Sporledera là một chi rêu trong họ Dicranaceae.